# Sieć krystaliczna
Sieć krystaliczna – w krystalografii i mineralogii jest to szczególne ułożenie atomów lub cząsteczek w ciele stałym. Sieć krystaliczna charakteryzuje się uporządkowaniem dalekiego zasięgu oraz symetrią. Najmniejszą, powtarzalną składową sieci krystalicznej jest komórka elementarna. Długości krawędzi komórki i kąty między nimi zawarte są określane mianem stałych sieci krystalicznej. Własności symetrii sieci krystalicznej zawierają się w grupach przestrzennych.
Typ sieci krystalicznej w głównej mierze determinuje występowanie różnych własności (np. łupliwość, przezroczystość).

## Komórka elementarna
Najmniejszym, powtarzającym się periodycznie w przestrzeni fragmentem sieci przestrzennej jest równoległościan nazywany komórką elementarną. Krawędzie komórki wyznaczają osie układu odniesienia, które określane są osiami krystalograficznymi. Rozmiary i kształt komórki elementarnej są określone przez stałe sieciowe, którymi są periody identyczności (a, b, c) oraz kąty pomiędzy osiami (α, β, γ). Sieć przestrzenna jest jednoznacznie określona przez jej komórkę elementarną. Nie mogą istnieć komórki elementarne sieci przestrzennej, których podstawą jest trójkąt.

### Wskaźniki Millera

Gęstość powierzchniowa atomów w zależności od orientacji ściany (hkl) dla sieci regularnej prymitywnej. Dokonano wyszczególnienia upakowania atomów dla trzech różnych ścian ((110), (210), (100))

Wskaźniki Millera jednoznacznie określają położenie płaszczyzny sieciowej w sieci przestrzennej. Wskaźniki oznacza się literami h, k, l i są one liczbami całkowitymi parami względnie pierwszymi. Wskaźniki Millera są liczbami wskazującymi ile razy odcinki, odcięte na osiach X, Y, Z przez pierwszą płaszczyznę sieciową w komórce elementarnej, są mniejsze od periodów identyczności wzdłuż odpowiednich osi krystalograficznych. W sieci krystalicznej płaszczyzny sieciowe równoległe do siebie, tworzą tzw. rodzinę płaszczyzn sieciowych. Wszystkie płaszczyzny sieciowe należące do jednej rodziny są tak samo zbudowane i mają takie same wskaźniki oraz taki sam wskaźnik Millera.

### Kierunki i płaszczyzny krystalograficzne
Kierunki krystalograficzne są to umowne linie łączące węzły (atomy, jony i cząsteczki) kryształu. Płaszczyzny krystalograficzne można zdefiniować jako umowne płaszczyzny łączące węzły w krysztale. Kierunki i płaszczyzny charakteryzują się zróżnicowaniem upakowania. Wykazano, że kierunki i płaszczyzny krystalograficzne gęsto upakowane odpowiadają za:
- właściwości optyczne (współczynnik załamania fali elektromagnetycznej jest zależny od gęstości upakowania),
- adsorpcja i reaktywność,
- napięcie powierzchniowe,
- defekty sieci krystalicznej,
- łupliwość (większa łupliwość jest po kierunkach i płaszczyznach gęściej upakowanych),
- odkształcenie plastyczne (poślizg zachodzi najłatwiej wzdłuż kierunków najgęściej upakowanych)[1].

#### Systemy poślizgu
Systemy poślizgu są to kombinacje płaszczyzny łatwego poślizgu i leżącego w niej kierunku łatwego poślizgu. Najczęściej płaszczyzny i kierunki posiadają niskie wskaźniki Millera. Przez kierunki łatwego poślizgu należy rozumieć kierunki krystalograficzne <uvw>w danym typie sieci krystalicznej, w których najłatwiej jest uruchomić mechanizm poślizgu. Płaszczyzna łatwego poślizgu jest to płaszczyzna atomowa {hkl} w danym typie sieci krystalicznej, w której pod wpływem naprężeń stycznych najłatwiej jest uruchomić mechanizm poślizgu. W tabeli poniżej przedstawiono kierunki i płaszczyzny łatwego poślizgu oraz systemy poślizgu:
| Sieć krystalograficzna                  | Geometria komórki elementarnej | Kierunki poślizgu                      | Płaszczyzny poślizgu             | Liczba systemów poślizgu        | Przykłady metali                |
| --------------------------------------- | ------------------------------ | -------------------------------------- | -------------------------------- | ------------------------------- | ------------------------------- |
| Regularna ściennie centrowana (A1)      |                                | {\displaystyle <110>}                  | {111}                            | 12 (4 płaszczyzny × 3 kierunki) | Cu, Al, Ni, Ag, Au, Pt, Feγ, Pb |
| Regularna przestrzennie centrowana (A2) |                                | {\displaystyle <111>}                  | {110}                            | 12 (6 płaszczyzn × 2 kierunki)  | Feα, Cr, W, Mo, Nb, V           |
| Regularna przestrzennie centrowana (A2) | {112}                          | {\displaystyle <111>}                  | 12 (12 płaszczyzn × 1 kierunek)  | Feα, W, Mo, Na, Ta              |                                 |
| Regularna przestrzennie centrowana (A2) | {123}                          | {\displaystyle <111>}                  | 24 (24 płaszczyzny × 1 kierunek) | Feα, Cr, K                      |                                 |
| Heksagonalna zwarta (A3)                |                                | {\displaystyle <{11{\overline {2}}}0>} | {0001}                           | 3 (1 płaszczyzna × 3 kierunki)  | Be, Co, Mg, Tiα, Zn, Cd         |
| Heksagonalna zwarta (A3)                | {1100}                         | {\displaystyle <{11{\overline {2}}}0>} | 3 (3 płaszczyzny × 1 kierunek)   | Be, Mg, Tiα, Zn                 |                                 |
| Heksagonalna zwarta (A3)                | {1101}                         | {\displaystyle <{11{\overline {2}}}0>} | 6 (6 płaszczyzn × 1 kierunek)    | Mg, Tiα                         |                                 |

#### Najgęstsze upakowanie

Rys. 1. Sieć heksagonalna zwarta (na lewo)
Sieć regularna gęsto upakowana (na prawo)

Jeżeli płaszczyzna A leży pod płaszczyzną B, to istnieją dwa sposoby umieszczania dodatkowych atomów powyżej płaszczyzny B. Jeśli atomy kolejnej warstwy leżą bezpośrednio nad atomami warstwy A, to mamy do czynienia z sekwencją ...ABABABAB...
Taka sekwencja jest typowa dla sieci heksagonalnej zwartej (A3) (rys. 1).
W przypadku, gdy trzy kolejne płaszczyzny są przesunięte względem siebie, a dopiero czwarta powtarza układ pierwszej, to ujawnia się sekwencja ...ABCABCABC... Taka sekwencja jest typowa dla sieci regularnej gęsto upakowanej typu NaCl (B1) (rys. 1).

## Sposoby opisu sieci krystalicznej

### Układ krystalograficzny
Ze względu na wartości stałych sieciowych oraz symetrię sieci przestrzennych można wyznaczyć istnienie sześciu układów krystalograficznych. Decydującym kryterium o przynależności sieci przestrzennej do danego układu krystalograficznego jest jego symetria. W przypadku, gdy stałe sieciowe są bardzo podobne do siebie, jedyną możliwością w rozróżnieniu typów układu jest porównanie symetrii.

### Sieć Bravais’go
Wewnętrzną budowę każdego kryształu można opisać dla różnych typów sieci przestrzennych, różniących się między sobą sposobami rozmieszczenia węzłów translacyjnie równoważnych z uwzględnieniem sześciu układów krystalograficznych. Do typów sieci przestrzennych zaliczają się:
- prymitywne – węzły znajdują się tylko w narożach komórek elementarnych,
- centrowane – węzły znajdują się w narożach komórek elementarnych, na środkach określonych ścian lub w ściśle określonych miejscach wewnątrz komórek.

Różne typy sieci prymitywnych i centrowanych określa się mianem sieci Bravais’go, sieciami translacyjnymi lub grupami translacyjnymi. Liczą sobie czternaście różnych typów sieci przestrzennych (nie dotyczy to kwazikryształów).

### Grupy punktowe
Krystalograficzne grupy punktowe to matematyczny zbiór zawierający działania na symetriach, które charakteryzują się niezmiennością przynajmniej jednego punktu, a w konsekwencji nie prowadzą do zmiany wyglądu sieci krystalicznej.
Działania obejmują:
- refleksję,
- obrót,
- inwersję,
- niewłaściwy obrót.

Sieciowa budowa kryształów determinuje istnienie 32 krystalograficznych grup punktowych.

### Grupy przestrzenne
Grupy przestrzenne struktury kryształu zawierają translacje symetrii. Zawierają się w nich:
- czysta translacja,
- oś śrubowa,
- płaszczyzny poślizgu.

Istnieje 230 różnych grup przestrzennych.

## Polimorfizm i politypia

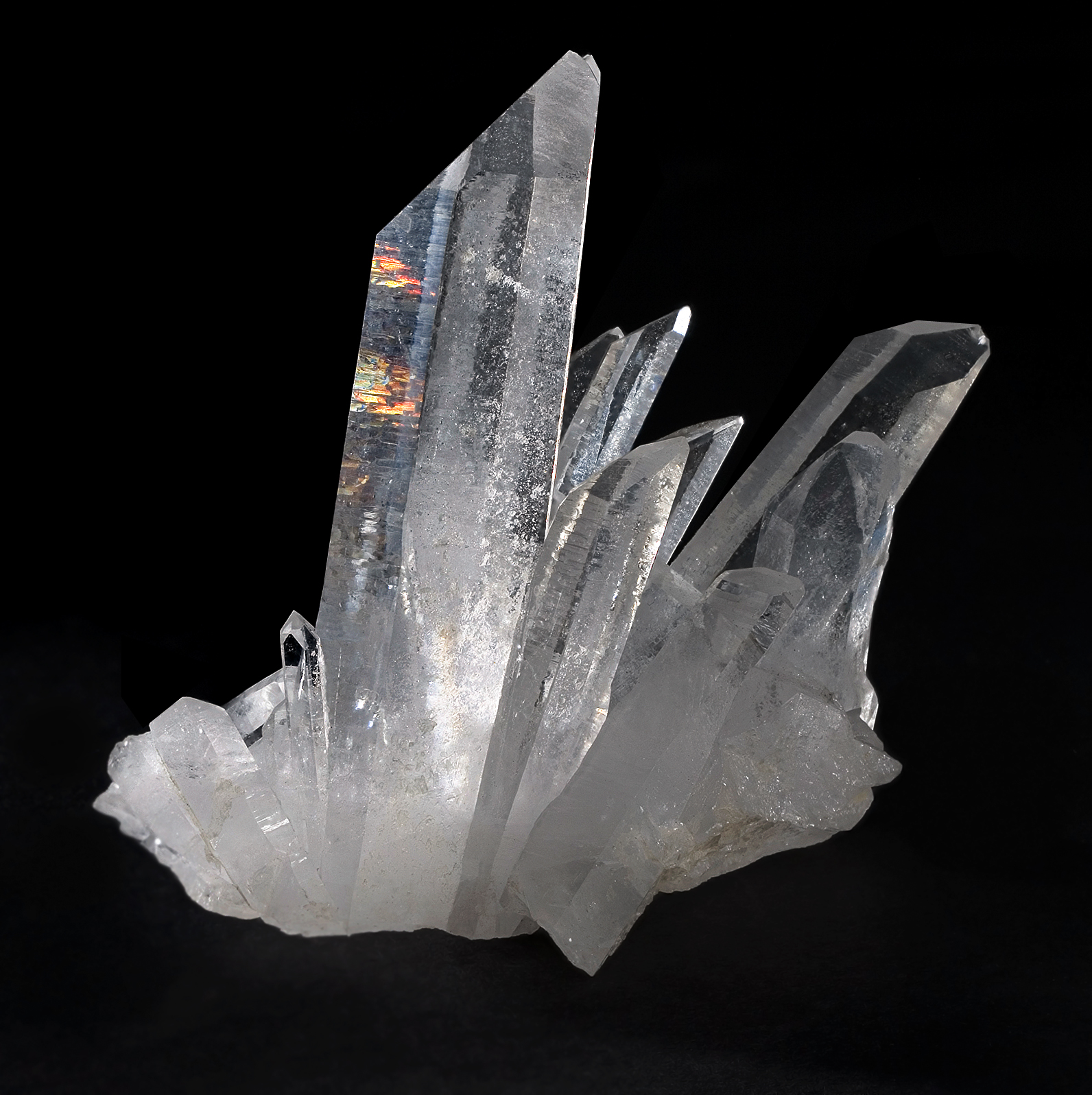
Kwarc jest jedną z kilku stabilnych termodynamicznie, krystalicznych odmian krzemionki SiO_{2}

Polimorfizm (także: wielopostaciowość) jest to występowanie tej samej (pod względem składu chemicznego) substancji w dwu lub więcej odmianach krystalicznych, różniących się budową wewnętrzną i związanymi z nią postaciami krystalograficznymi, własnościami fizycznymi i niektórymi własnościami chemicznymi. Odmiany są trwałe w określonych warunkach termodynamicznych.
Politypia jest to zdolność wybranych substancji (pierwiastków i związków) do krystalizowania w takich odmianach polimorficznych, w których sieci przestrzenne kryształów różnią się długością tylko jednej stałej sieciowej, przy niezmienności innych stałych. Politypia występuje tylko w substancjach krystalizujących w strukturze heksagonalnej gęsto upakowanej.

## Lista prostych sieci krystalicznych
W tabeli poniżej zestawiono proste sieci krystaliczne z przyporządkowaniem im symboli Pearsona i grup przestrzennych:
| Oznaczenie | Nazwa                              | Symbol Pearsona | Grupa przestrzenna                 |
| ---------- | ---------------------------------- | --------------- | ---------------------------------- |
| Ah         | regularna prymitywna               | cP1             | {\displaystyle Pm{\overline {3}}m} |
| A1         | regularna ściennie centrowana      | cF4             | {\displaystyle Fm{\overline {3}}m} |
| A2         | regularna przestrzennie centrowana | cI2             | {\displaystyle Im{\overline {3}}m} |
| A3         | heksagonalna zwarta                | hP2             | {\displaystyle P6_{3}/mmc}         |
| A3'        | podwójna heksagonalna zwarta       | hP4             | {\displaystyle P6_{3}/mmc}         |
| A4         | typu diament                       | cF8             | {\displaystyle Fd{\overline {3}}m} |
| A8         | typu γ-selen                       | hP3             | {\displaystyle P3_{1}21}           |
| A9         | typu grafit                        | hP4             | {\displaystyle P6_{3}/mmc}         |
| A15        |                                    | cP8             | {\displaystyle Pm{\overline {3}}n} |
| B1         | typu chlorek sodu                  | cF8             | {\displaystyle Fm{\overline {3}}m} |
| B2         | typu chlorek cezu / faza Zintla    | cP2             | {\displaystyle Pm{\overline {3}}m} |
| B3         | typu sfaleryt                      | cF8             | {\displaystyle F{\overline {4}}3m} |
| B4         | typu wurcyt                        | hP4             | {\displaystyle P6_{3}mc}           |
| B81        |                                    | hP4             | {\displaystyle P6_{3}/mmc}         |
| C1         | typu fluoryt                       | cF12            | {\displaystyle Fm{\overline {3}}m} |
| C2         | typu piryt                         | cP12            | {\displaystyle Pa{\overline {3}}}  |
| C3         | typu kupryt                        | cP6             | {\displaystyle Pn{\overline {3}}m} |
| C4         | typu rutyl                         | tP6             | {\displaystyle P4_{2}/mnm}         |
| C14        | faza Lavesa                        | hP12            | {\displaystyle P6_{3}/mmc}         |
| C15        | faza Lavesa                        | cF24            | {\displaystyle Fd{\overline {3}}m} |
| D02        | typu skutterudyt                   | cI32            | {\displaystyle Im{\overline {3}}}  |
| D03        |                                    | cF16            | {\displaystyle Fm{\overline {3}}m} |
| D09        |                                    | cP4             | {\displaystyle Pm{\overline {3}}m} |
| D2f        |                                    | cF52            | {\displaystyle Fm{\overline {3}}m} |
| D81        |                                    | cI52            | {\displaystyle Im{\overline {3}}m} |
| E21        | perowskit                          | cP5             | {\displaystyle Pm{\overline {3}}m} |
| H11        | typu spinel                        | cF56            | {\displaystyle Fd{\overline {3}}m} |
| L10        |                                    | tP2             | {\displaystyle P4/mmm}             |
| L12        |                                    | cP4             | {\displaystyle Pm{\overline {3}}m} |
| L21        | faza Heuslera                      | cF16            | {\displaystyle Fm{\overline {3}}m} |
| L22        |                                    | cI54            | {\displaystyle Im{\overline {3}}m} |
| L'3        |                                    | hP3             | {\displaystyle P6_{3}/mmc}         |

## Wpływ na właściwości fizyczne
Dwadzieścia z 32 krystalograficznych grup punktowych jest piezoelektrycznych i kryształy należące do jednej z tych grup punktowych wykazują istnienie efektu piezoelektrycznego. Tego typu grupy punktowe charakteryzują się brakiem środka symetrii. 21 klas jest niecentrosymetrycznych (nie mają środka symetrii), ale tylko 20 wykazuje efekt piezoeletryczny.
Z tych dwudziestu, dziesięć krystalograficznych grup punktowych wykazuje polarność. Kryształy należące do jednej z tych 10 grup wykazują istnienie zjawiska piroelektrycznego i posiadają biegunowe osie symetrii.
Istnieje szereg kryształów (np. wiele o strukturze perowskitu), które wykazują efekt ferroelektryczny. Zjawisko ferroelektryczności jest determinowanie przez istnienie odpowiedniego typu sieci krystalicznej oraz tworzenia przez kryształ uporządkowań ferroelektrycznych.